# Jean Sourbet
Jean Sourbet est un homme politique français né le 1er novembre 1900 à Morizès (Gironde) et mort le 21 décembre 1962 à Morizès (Gironde).

## Biographie
Fils d'un employé de commerce et d'une couturière de Bassens, qui seront plus tard viticulteurs, Jean Sourbet travaille très jeune sur l'exploitation familiale, et termine son parcours scolaire avec le certificat d'études.
Sympathisant du centre droit, membre et militant des Jeunesses républicaine (affiliées à l'Alliance républicaine démocratique), il est élu conseiller municipal de Morizès en 1929 et devient maire de cette commune à l'âge de 31 ans. Il se présente alors comme « républicain de gauche », ce qui dans le vocabulaire de la Troisième République, désigne le centre-droit.
En 1935, il est réélu maire, cette fois ci avec l'étiquette de « radical indépendant », qui le situe là encore au centre-droit. Toujours investi dans les Jeunesses républicaines, s'intéressant quasi exclusivement aux problèmes paysans, il peut être considéré comme un agrarien. En 1937, il est élu président de la fédération de Gironde des Jeunesses Républicaines, et, en 1939, est dans la direction de la fédération de l'alliance démocratique et radicale de Gironde.
Il poursuit d'ailleurs sa carrière politique, en étant élu conseiller d'arrondissement, dans le canton de La Réole, en 1937. Après la seconde guerre mondiale, il participe à la constitution de l'Unité Républicaine, menée par Jules Ramarony, mouvement girondin affilié à l'Alliance démocratique. Il adhère au Parti Républicain de la Liberté lors de sa création, et assure la vice-présidence de la fédération de Gironde de ce parti.
En septembre 1945, il est élu conseiller général, dans la canton de La Réole, mandat qu'il conserve jusqu'à sa mort. Il figure, en octobre, sur la liste du PRL, menée par Ramarony, pour l'élection de la première constituante, mais n'est pas élu. En juin 1946, il figure en deuxième place sur la liste, toujours menée par Ramarony, et est élu député. Réélu en novembre 1946, il se présente en 1948 à l'élection du Conseil de la République, mais renonce au mandat qu'il obtient pour rester au Palais-Bourbon. Très actif sur les questions agricoles, il est rapporteur, en 1950, d'une proposition de loi relative au conseil interprofessionnel du vin de Bordeaux.
Aux législatives de  1951, il mène une liste intitulée « Union des indépendants, des paysans et des républicains nationaux », soutenue par le Parti Paysan de Paul Antier, auquel il a adhéré, et obtient 26,8 % des voix, ce qui lui permet d'être réélu. Entre juin 1951 et janvier 1952, il est, à l'assemblée, président du groupe d'action paysanne et sociale, puis, à partir de janvier 1953 et jusqu'en février 1955, du groupe « Indépendants et paysans ». Membre de la commission des Boissons, il la préside en 1951, puis en 1955.
Son investissement sur les questions agricoles lui valent une courte carrière ministérielle : secrétaire d'Etat à l'agriculture de décembre 1951 à mars 1952, il reprend ce portefeuille, mais cette fois comme ministre, de février 1955 à février 1956. En mars 1955, il représente la France et préside une conférence internationale sur l'organisation et l'unification des marchés agricoles européen, surnommé le « Pool vert », précurseur de la Politique agricole commune.
Toujours en tête de liste, il conserve son mandat de député (avec 26,9 % des voix) en 1956. Il est notamment, pendant cette courte législature, rapporteur d'une proposition de loi relative à la section viticole du fonds national de solidarité agricole. Il défend pendant cette période le développement d'une viticulture favorisant la qualité plutôt que la quantité, et plaide pour des quotas de production.
Lors du retour de Charles de Gaulle au pouvoir, Sourbet est souffrant, et ne participe ni aux débats, ni au vote qui confie la direction du gouvernement au Général.
En novembre 1958, il est réélu député, avec l'étiquette du CNIP, s'imposant au deuxième tour avec 47,1 % des voix face à un candidat communiste et un candidat d'extrême-droite, affilié au Mouvement du 13-mai.
Comme de nombreux élus de droite, il s'éloigne progressivement du soutien au gouvernement. Il est notamment opposé à la force de frappe, à la marche vers l'indépendance de l'Algérie, et plus encore à l'élection du président de la République au suffrage universel direct, ce qui le convainc de voter la motion de censure contre le gouvernement de Georges Pompidou.
De ce fait, il se voit opposé un candidat gaulliste lors des législatives de 1962, ce qui ne l'empêche pas d'être réélu, obtenant cette fois 41 % des voix dans une triangulaire. Il s'apparente alors du groupe du Rassemblement démocratique, dont il devient vice-président. Ce choix, contraire à la consigne du CNIP, qui rallie le Centre démocratique, s'explique par la bonne entente de Sourbet avec les radicaux girondins, qui lui ont apporté des suffrages déterminants au second tour.
Il meurt brutalement en décembre 1962, d'une congestion cérébrale. Il est remplacé à l'assemblée nationale par Jean Barrère, et son fils Yvon lui succède à la mairie de Morizès.

## Carrière

### Fonctions ministérielles
- Secrétaire d’État à l’agriculture du 15 décembre 1951 au 20 janvier 1952 dans le Gouvernement René Pleven (2) et du 20 janvier au 8 mars 1952 dans le Gouvernement Edgar Faure (1)
- Ministre de l’agriculture du 23 février 1955 au 1er février 1956 dans le Gouvernement Edgar Faure (2)

### Mandats électifs
- Député PRL puis CNIP de la Gironde de 1946 à 1962
- Conseiller général de La Réole de 1945 à 1962
- Élu conseiller municipal de Morizès (Gironde) en 1929 ; puis maire de Morizès (Gironde) de 1932 à 1962[1]
- Élu au Conseil de la République en 1948, mais renonce à ce mandat pour rester député.

## Décorations
- Chevalier de la Légion d'honneur
- Commandeur du Mérite agricole